# Evika Siliņa
Evika Siliņa, latvijska pravnica in političarka; *  3. avgust 1975, Riga, Latvija.
Je trenutna predsednica vlade Latvije. Pred tem je bila ministrica za blaginjo v drugi vladi Krišjānisa Kariņša. Je članica politične stranke Enotnost.

## Mladost
Siliņa se je 3. avgusta 1975 rodila v Rigi Od leta 1993 do 1997 je študirala na Univerzi v Latviji, kjer je diplomirala iz prava, in na Visoki šoli za pravo v Rigi magistrirala iz družbenih ved, mednarodnega in evropskega prava.
Med letoma 2003 in 2012 je bila odvetnica, specializirana za mednarodno in domače gospodarsko pravo. Tudi v tem obdobju je Siliņa sodelovala s pravnimi službami koncernov javnih elektronskih komunikacij (telekomunikacije, internet) ter ustanavljanjem in svetovanjem nevladnim organizacijam.

## Politična kariera
Med latvijskimi parlamentarnimi volitvami leta 2011 se je Siliņa predstavila kot kandidatka Zatlersove reformne stranke v Rigi, vendar ni bila izvoljena. Od leta 2011 do 2012 je bila pravna svetovalka ministrstva za notranje zadeve. 
Od januarja 2013 do 23. januarja 2019 je delovala kot parlamentarna sekretarka na Ministrstvu za notranje zadeve. Ministrstvo je zastopala tudi v nekaterih mednarodnih organizacijah, kot so Združeni narodi, INTERPOL in CEPOL.
Po odobritvi kabineta ministrov, ki ga je vodi premier Krišjānis Kariņš 23. januarja 2019, je prevzela vlogo parlamentarne sekretarke predsednika vlade.
Siliņa je na latvijskih parlamentarnih volitvah leta 2022 kandidirala iz stranke Nova enotnost in bila izvoljena v 14. sklic parlamenta. 6. decembra 2022 je postala ministrica za blaginjo v drugi vladi Krišjānisa Kariņša.

Eden njenih glavnih ciljev na čelu ministrstva je bil dvig minimalnega dohodka. 23. februarja 2023 jo je predsednik vlade imenoval za članico novoustanovljenega Tematskega odbora za sklade Evropske unije. Njeno ministrstvo je 4. julija 2023 v Saeimo prineslo ratifikacijo Istanbulske konvencije z nekaterimi zadržki in nepodporo vladnega partnerja Nacionalnega zavezništva.

### Predsednica vlade
16. avgusta 2023 je Nova enotnost po odstopu Krišjanisa Kariņša Siliņo izbrala za kandidatko za mesto predsednice vlade. 24. avgusta jo je predsednik Edgars Rinkēvičs pozval, naj sestavi vlado.
Stranka Združena lista je 29. avgusta zavrnila sodelovanje v koalicijski vladi štirih strank. Siliņa je 1. septembra nakazala, da namerava z Zvezo zelenih in kmetov (ZZS) in Naprednjaki (P) oblikovati novo parlamentarno večino. Dvanajst dni kasneje je razkrila sestavo nove vlade, v kateri je Nova enotnost (JV) imela sedem ministrstev, ZZS štiri in P tri. Prejšnji premier Arturs Krišjānis Kariņš bil imenovan na mesto ministra za zunanje zadeve.
Vladna koalicija pod vodstvom Siliņe je 15. septembra 2023 dobila zaupnico parlamentarne večine v Saeimi in prejela 53 glasov.  Izjavila je, da si bo prizadevala za vključitev rusko govoreče manjšine in spodbujala učenje latvijščine za izobraževalni sistem, ki temelji na latvijskem jeziku. Vlada namerava tudi povečati vojaški proračun in dokončati gradnjo pregrade na meji države z Rusijo in Belorusijo. Kasneje istega dne se je prvič sestala nova vladna ekipa. Siliņa je druga ženska, ki je postala premierka Latvije, po Laimdoti Straujumi v letih 2014–2016. 

## Zasebno
Evika Siliņa je poročena z Aigarsom Siliņšem, s katerim ima otroke.
Siliņa poleg svojega maternega jezika latvijščine tekoče govori angleško in rusko.